# Son bruité
 (avril 2010).
 (mai 2021).
Si vous disposez d'ouvrages ou d'articles de référence ou si vous connaissez des sites web de qualité traitant du thème abordé ici, merci de compléter l'article en donnant les références utiles à sa vérifiabilité et en les liant à la section « Notes et références ».
Un son bruité est un son (produit par un instrument, par exemple une clarinette) auquel on rajoute une composante, généralement de manière électronique, (mais on peut aussi altérer le son produit de la clarinette de manière physique) qui fait que le son n'est plus « pur » mais entaché de bruit.
Il est classé dans la famille des sons composés où se trouvent également le son harmonique et le son inharmonique.